# Zig-Zag (revista)
Zig-Zag se definió en su primera portada como una «revista semanal ilustrada». Se editó en Chile desde el 19 de febrero de 1905 hasta el 18 de septiembre de 1964 por la empresa editorial homónima. Su primer número tuvo un valor de 20 centavos. La redacción de la revista estaba ubicada en Santiago.
A principios del siglo XX, los medios de comunicación escritos, hasta entonces al servicio de la discusión política o del saber ilustrado, dieron un giro hacia la entretención y la información, lo que, asociado a la profesionalización de la actividad, marcó el nacimiento del periodismo moderno en Chile. En ese contexto, la revista Zig-Zag se consideró la primera publicación de carácter misceláneo producida en Hispanoamérica e inauguró esta nueva etapa imponiendo en el medio local las tendencias del mercado editorial de las grandes metrópolis.

## Inicio
La revista Zig-Zag fue fundada por Agustín Edwards Mac Clure, quien también editó otras populares revistas de la época, como El Peneca, Corre vuela, Selecta y Familia. Después de fundar con éxito el diario El Mercurio de Santiago en 1900, Edwards Mac Clure decidió viajar por Estados Unidos y Europa para interiorizarse del funcionamiento del mercado editorial internacional. Esta experiencia le brindó las herramientas necesarias para impulsar el periodismo nacional hacia un nivel técnico y de gestión sin precedentes en el ámbito local. Algunas de las medidas que adoptó a su regreso fueron la adquisición de nuevas maquinarias para modernizar los talleres de impresión y la contratación de empresas extranjeras para el suministro de materias primas.
Edwards Mac Clure se involucró personalmente en cada detalle del diseño, los contenidos y la difusión de revista Zig-Zag que incluyó un gran despliegue publicitario para dar a conocer la revista a un nivel masivo. Esta estrategia rindió frutos más allá de los esperados: el primer número se agotó rápidamente, pese a la gran cantidad de ejemplares que salieron al mercado. 
Los adelantos en la reproducción técnica de las imágenes permitieron incorporar a las publicaciones lo que la palabra solo podía evocar o describir parcialmente. De esta transformación y sus implicancias estaban plenamente conscientes los creadores de Zig-Zag, como se desprende del editorial de su primer número: «La publicación de Zig Zag forma parte de este movimiento universal en que las más injeniosas invenciones mecánicas, las más felices y audaces adaptaciones del dibujo, los últimos adelantos de la fotografía, del foto-grabado y del grabado en general, se ponen al servicio de la reproducción artística y de las informaciones gráficas». Texto e imagen se potencian mutuamente, e incluso, muchas veces, esta última se basta a sí misma como medio informativo.

## Negocios y prensa
Por su parte, muchas empresas vieron en los medios de prensa un soporte rentable para publicitar sus productos, lo que inauguró una fecunda relación de negocios entre ambos sectores. Zig-Zag invitaba expresamente al mundo de la empresa privada a sacar provecho de las ventajas que la prensa moderna ofrecía: «Los intereses comerciales e industriales encontrarán en ella [la revista Zig-Zag] una gran amplitud de medios para el desarrollo del anuncio ilustrado [...] sin la cual no se comprende hoy día, en la formidable lucha de la competencia, el éxito en cualquier ramo del comercio o de la industria». En definitiva, la relación simbiótica que estableció con el mundo de la técnica y los negocios habría de cambiar el modo de entender la actividad editorial y periodística para siempre.

## Colaboradores y contenido
El primer director de Zig-Zag fue Joaquín Díaz Garcés (Ángel Pino), quien contó con la ayuda de su colaborador Carlos Silva Vildósola. En ella trabajaron escritores como Mariana Cox Méndez (Shade), Augusto D'Halmar, Inés Echeverría Larraín (Iris), Federico Gana, Amanda Labarca, Baldomero Lillo, Antonio Orrego Barros y Benjamín Vicuña Subercaseaux, entre otros. También se dio un espacio importante a ilustradores como Julio Bozo (Moustache), Nataniel Cox (Pug).
Su periodo de publicación se extendió por 59 años y en él se editó un total de 3102 números. Zig-Zag publicó la que es considerada la primera historieta chilena, Federico Von Pilsener, tira cómica que estaba compuesta por viñetas numeradas, acompañadas de un texto que complementaba el dibujo. Su autor fue Pedro Subercaseaux, quien firmaba sus caricaturas con el seudónimo de Lustig.
| Duración           | Números                                                | Título                | Autoría | Tipo       |
| ------------------ | ------------------------------------------------------ | --------------------- | ------- | ---------- |
| 24-6-1906/9-6-1907 | 71, 73-74, 78, 80-83, 92-93, 95-97, 102, 107, 115, 120 | Federico Von Pilsener | Lustig  | Historieta |